# Arménská archieparchie lvovská
Arménská archieparchie lvovská (lat. Archieparchia Leopolitana Armenorum) je arménská katolická eparchie na Ukrajině. Arméni žili ve Lvově od 14. století, v roce 1630 dostali vlastní metropolitní archieparchii. Ještě před druhou světovou válkou žilo ve Lvově asi 5000 Arménů, byl zde i ženský benediktinský klášter. Poslední arcibiskup Józef Teofil Teodorowicz zemřel v roce 1938, administrátor diecéze Dionizij Kajetanowicz byl v roce 1945 poslán do sovětských lágrů, kde v roce 1954 zemřel. Od té doby je archieparchie vakantní, většina Arménů se odstěhovala do Polska. Dnes žije ve Lvově asi 20-30 arménských křesťanů, kteří jsou podřízeni Polskému ordinariátu pro věřící východních ritů. Lvovská arménská archieparchie je vakantní a nebyla jí navrácena ani katedrála Nanebevzetí Panny Marie, která slouží ukrajinské eparchii Arménské apoštolské církve.

## Seznam archieparchů
- Mikołaj Torosowicz (1630 – 1681)
- Wartan Hunanian (1681 – 1715)
- Jan Tobiasz Augustynowicz (1715 – 1751)
- Jakub Stefan Augustynowicz (1751 – 1783)
- Jakub Walerian Tumanowicz (1783 – 1798)
- Jan Jakub Symonowicz (1800 – 1816)
- Kajetan Augustyn Warteresiewicz (1820 – 1831)
- Samuel Cyryl Stefanowicz (1832 – 1858)
- Grzegorz Michał Symonowicz (1858 – 1875)
- Grzegorz Józef Romaszkan (1876 – 1881)
- Izaak Mikołaj Isakowicz (1882 – 1901)
- Józef Teofil Teodorowicz (1901 – 1938)
- Dionizij Kajetanowicz apoštolský administrátor (1938 – 1945)